# Jet Roosenburg
Henriette Roosenburg (ook wel Henriëtte Roosenburg) ('s-Gravenhage 26 mei 1916 - Le Poët-Laval, 20 juni 1972) was een Nederlandse journaliste en koerierster (met het alias Zip) voor het Nederlands verzet in de Tweede Wereldoorlog.

## Tweede Wereldoorlog
Ten tijde van de Duitse aanval op Nederland in 1940 studeerde Roosenburg letteren aan de Universiteit van Leiden. Na de meidagen van 1940 ging zij schrijven voor de verzetskrant Het Parool. Ze werd koerierster voor een verzetsgroep en werkte samen met de groep Fiat Libertas die neergeschoten piloten hielp ontsnappen naar Spanje of Zwitserland. Die bracht ze naar Brussel, waar zij ze overdroeg aan het Belgische verzet. 
In maart 1944 werd ze door de SD gearresteerd en ter dood veroordeeld. In het zogeheten Oranjehotel in Scheveningen werd ze bij toeval geplaatst in de cel naast Pierre Helderman, met wie ze een verhouding had. Al schreeuwend en met klopsignalen hadden zij contact. Helderman overleed een maand later. Na een dag werd Roosenburg doorgestuurd naar Kamp Haaren, waar ze in contact kwam met de eveneens ter dood veroordeelde Nel Lind en Joke Folmer van Fiat Libertas. Toen dit kamp op Dolle Dinsdag werd ontruimd, gingen ze als Nacht-und-Nebelgevangenen via Aken en Cottbus naar een gevangenis in Waldheim.

## Terugreis
De gevangenen uit Waldheim werden op 6 mei 1945 vrijgelaten. Jet en vier andere Nederlandse Nacht-und-Nebelgevangenen (Nel Lind, Joke Folmer, Fafa en Dries) hadden een paar dagen later de gelegenheid naar Nederland terug te keren toen het Amerikaanse leger met vrachtwagens kwam om mensen door de Russische linies te brengen. Fafa had echter ernstige artritis en kon niet lopen, en de wegen in de omgeving waren grotendeels onverhard en in slechte staat. De vrachtwagen was overvol en er was alleen ruimte om te staan. De andere vier geloofden niet dat Fafa de reis zou overleven, zelfs als er ruimte voor haar bed zou zijn. De groep had gehoord dat de Russen displaced persons naar huis wilden sturen via Odessa, een havenstad in Oekraïne aan de Zwarte Zee. Omdat ze dat een te grote omweg vonden, bleven Dries, Nel, Joke en Jet achter om Fafa naar een lokaal burgerziekenhuis te brengen en daarna alleen op weg te gaan naar Nederland.
De Russen hadden langs de hoofdroutes wachtposten ingericht, en gaven geen toestemming voor ongeautoriseerde reizen om te voorkomen dat SS'ers en andere nazi's zouden ontsnappen. Jet en haar vrienden besloten richting Hamburg te lopen, waar de Engelsen zaten. Ter hoogte van Riesa wisten ze een sloep te bemachtigen en ze slaagden erin over de Elbe naar Coswig te reizen. Daar werden ze 25 mei 1945 staande gehouden door Russische soldaten en naar een kamp voor displaced persons gebracht waar Belgen, Nederlanders en Italianen zaten.
Op 6 juni 1945 werden Jet Roosenburg en een groep andere Nederlanders uitgewisseld met een groep Russische krijgsgevangenen. Ze gingen naar een kamp van het Rode Kruis, waar ze hoorden dat alleen de Fransen en Belgen naar huis zouden vliegen. De rest zou een aantal weken moeten wachten op een vrachtwagen. Jet haalde een Nederlandse commandant over om haar groep documenten te geven waaruit bleek dat ze politieke gevangenen waren en met voorrang transport naar huis moesten krijgen. Op de papieren stond geen nationaliteit, waardoor ze zich konden voordoen als Franse of Belgische politieke gevangenen. De volgende dag vertrok ze met vijftien andere Nederlanders naar het vliegveld Halle, waar ze een Amerikaanse soldaat zo ver kreeg hen met het volgende vliegtuig naar België te laten vertrekken. 
Op 12 juni arriveerden ze bij een klooster in Oudenbosch waar zij en haar vrienden werden ondergebracht met 1500 tot 2000 anderen. Noord Nederland was net bevrijd en er heerste hongersnood. Treinen naar het noorden van het land reden eens in de drie of vier weken. Maar Jet ontmoette toevallig haar neef Dirk Roosenburg, die eerste luitenant in het Nederlandse leger was. Hij regelde dat zij en haar vrienden de volgende dag naar het noorden werden gebracht, waar ze met hun familie herenigd werden.

## Na de oorlog
Na de oorlog werd Henriette correspondent voor Time Inc., gestationeerd in Parijs en Den Haag, en later tien jaar in New York.  Aan het begin van haar verblijf in New York schreef ze het boek The Walls Came Tumbling Down (De muren vielen om) over haar ervaringen op weg van Waldheim naar Nederland. In 1950 werd zij onderscheiden met de Bronzen Leeuw.